# Ян Дзержон
Ян Дзержон (пол. Jan Dzierżon або пол. Dzierżoń, нім. Johann Dzierzon; *16 січня 1811 — 26 жовтня 1906) — видатний польський бджоляр, відомий відкриттям партеногенезу у бджіл і винаходом рамкового вулика. Крім занять бджільництвом, Дзержон був священиком римсько-католицької церкви.

## З життєпису
Дзержон народився і помер в Ловковіце в Сілезії, що належала тоді Пруссії (тепер Опольське воєводство Польщі). Він був етнічним поляком і вважав себе частиною польської нації.
На своїй пасіці Дзержон досліджував життя бджолиної сім'ї і провів кілька експериментів з вуликами. Відкрив, що трутні (чоловічі особини бджіл) розвиваються з незапліднених яєць (партеногенез у бджіл). Йому також належить відкриття особливого харчування (маточного молочка) в розвитку матки зі звичайного яйця.
У 1838 він побудував свій розбірний вулик, який дозволяв отримувати з вулика стільники, не руйнуючи житло бджіл. Деякі джерела називають його винахідником першого розбірного вулика, однак аналогічні конструкції були незалежно один від одного створені протягом першої половини XIX століття бджолярами різних країн, в тому числі українським бджолярем Петром Прокоповичем в 1814 році.